# IC 728
IC 728 ist eine Balken-Spiralgalaxie vom Hubble-Typ SBb im Sternbild Jungfrau auf der Ekliptik. Sie ist schätzungsweise 376 Millionen Lichtjahre von der Milchstraße entfernt.
Das Objekt wurde am 7. April 1893 vom französischen Astronomen Stéphane Javelle entdeckt.